# Sankissa

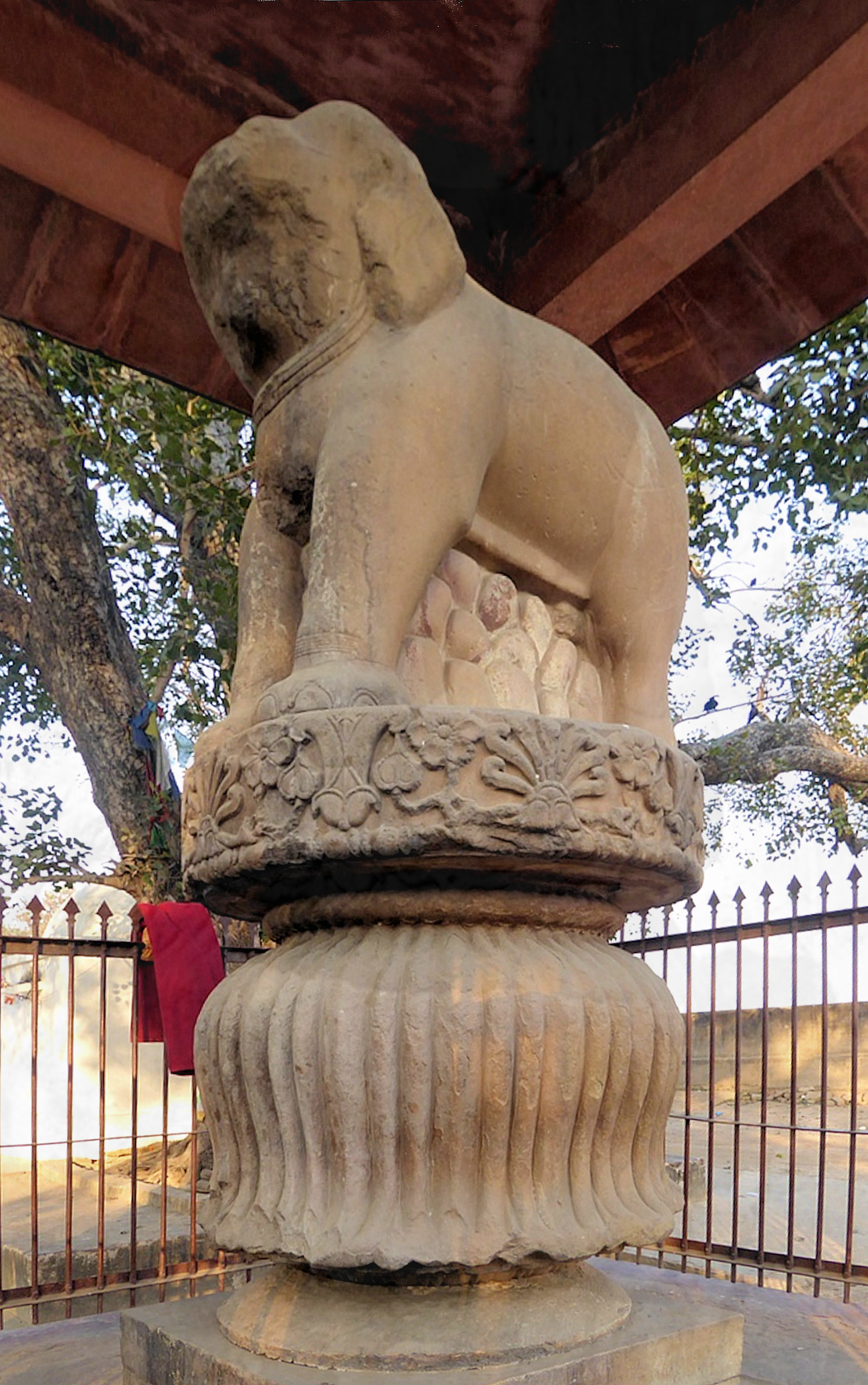
Capitello a forma di elefante a Sankissa, uno dei Pilastri di Ashoka, III secolo a.C

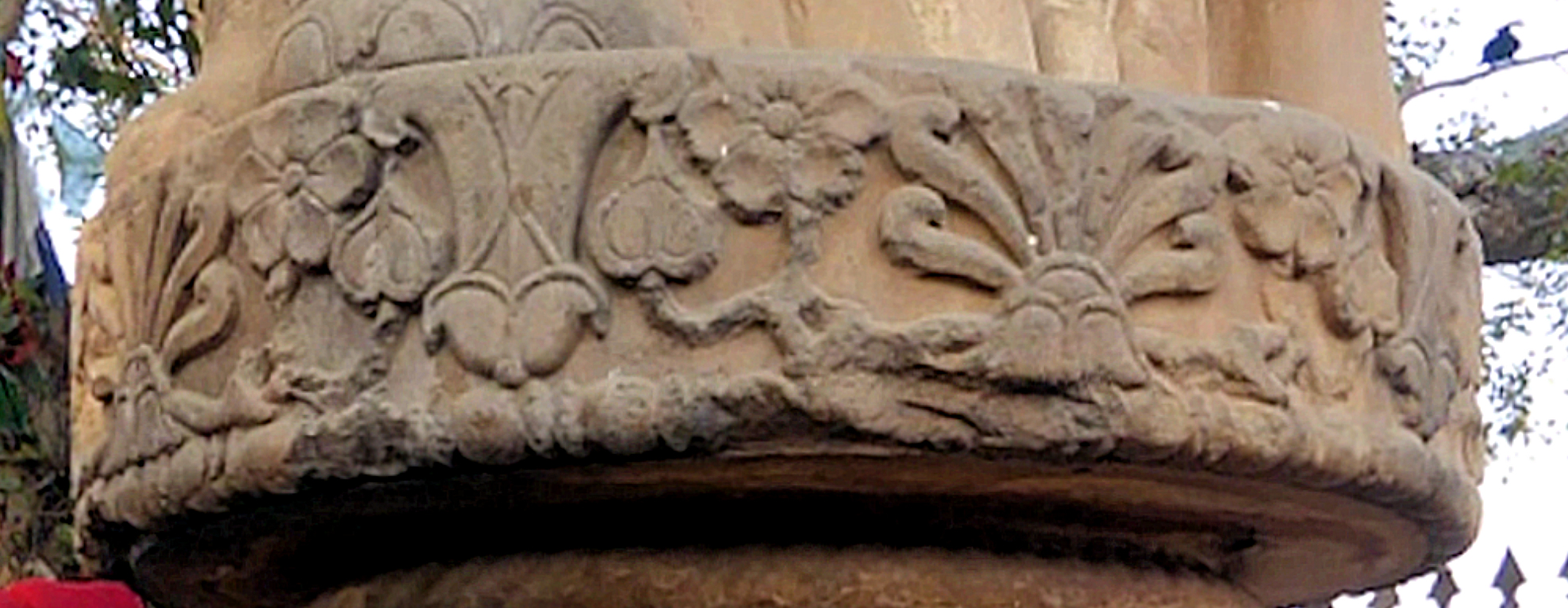
Dettaglio del capitello soprastante.

Sankissa (anche Sankasia, Sankassa e Sankasya) era un'antica città dell'India. La città divenne famosa al tempo di Gautama Buddha. Secondo una fonte buddhista, era a trenta leghe da Savatthi. Dopo il Mahaparinirvana (morte) del Buddha Gautama, il re Ashoka sviluppò questo luogo e installò nella città uno dei suoi famosi pilastri di Ashoka. Fece anche costruire uno stupa e un tempio per commemorare la visita del Buddha. Questo tempio esiste ancora oggi e le rovine dello stupa sono presenti anche come tempio di Vishari Devi. Si dice che il nome Visahari Devi sia indirizzato alla madre del Buddha, Maya.

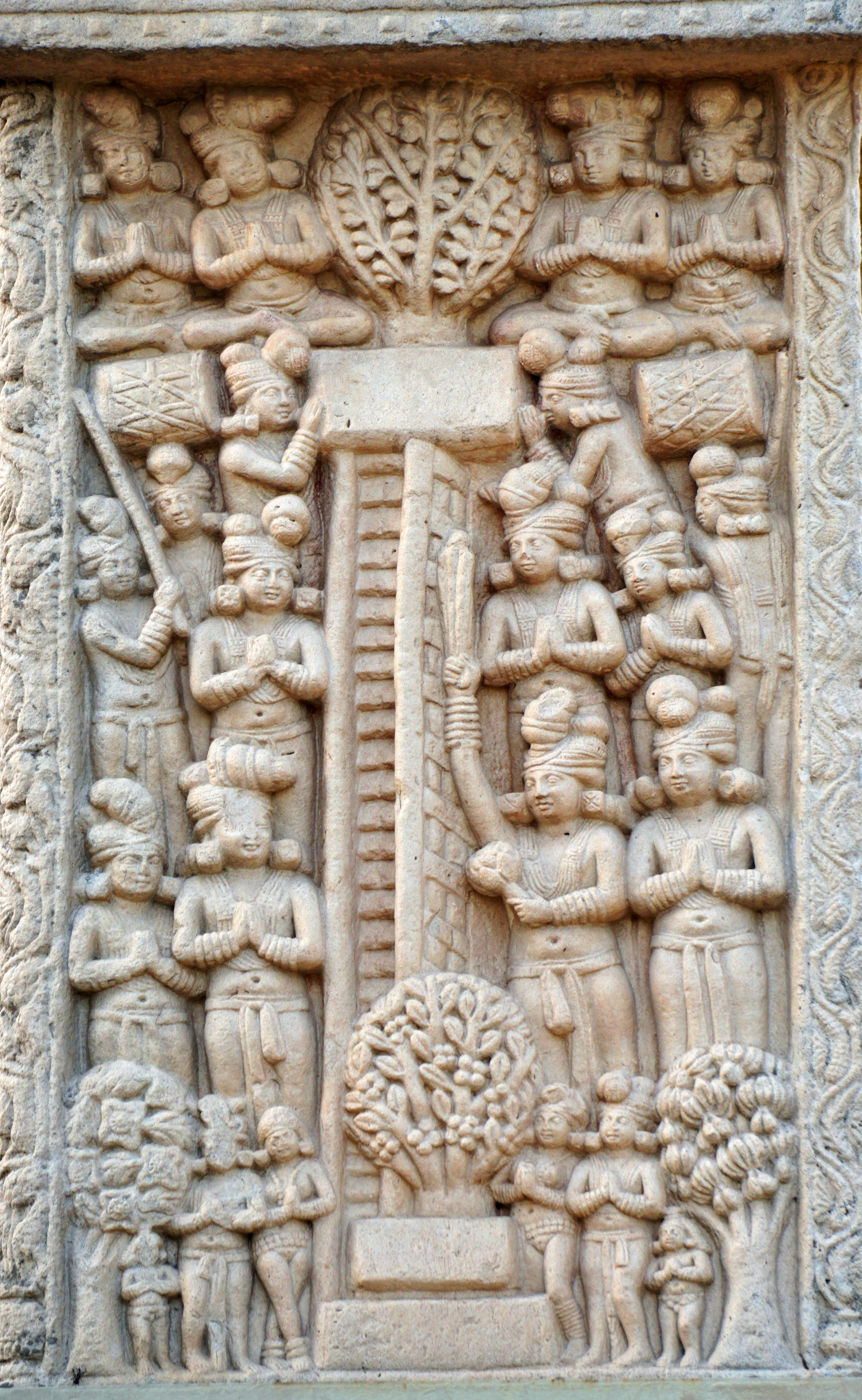
Discesa del Buddha dal cielo Trayastrimsa a Sankissa.

Attualmente ospita rovine di antichi monasteri e monumenti buddhisti. È raramente visitata dai pellegrini poiché è difficile da raggiungere e non ci sono molte strutture. Dopo molto tempo Alexander Cunningham scoprì il luogo nel 1842. Ottantasette anni dopo, Sir Anagarika Dharmapala (Sri Lanka) venne qui per una ricerca spirituale. Nel 1957 Panditha Madabawita Wijesoma Thero (Sri Lanka) venne a 'Sankissa' per alcuni anni e avviò una scuola buddista (Wijesoma Widyalaya) per i poveri.
Sankissa è ora identificato con Sankisa Basantapura sulla riva nord del fiume Ikkhumati (Kalinadi), tra Kampil e Kannauj, a 37 km a ovest di Fatehgarh, 40 a sud di Kaimganj e 72 a nord di Kannauj, nel distretto di Farrukhabad nello stato dell'Uttar Pradesh.

## Sankissa al tempo del Ramayana
Era conosciuta come Sankasya Nagar ed era governata dal re Kushadhwaja, un fratello minore di Janaka, il padre di Sita, la protagonista femminile del Ramayana e moglie del Signore Rama. Sudhanva, presumibilmente un malvagio re di Sankasya Nagar, chiese la mano di Sita a Janaka. Ne scaturì una guerra e Janaka sconfissee e forse uccise Sudhanva, donando il regno di Sankasya a Kushadhwaja.

## Antichi eventi buddisti a Sankassa
Sankissa ottenne la sua fama da dichiarazioni e affermazioni registrate negli antichi commentari al Tipitaka. Tuttavia, nel Tipitaka stesso gli eventi che si suppone siano avvenuti a Sankissa non sono affatto menzionati.
Fu a Sankissa che (secondo i commentari) il Buddha tornò sulla terra, dopo aver predicato l'Abhidhamma Pitaka a Tavatimsa, dopo l'esecuzione del Miracolo Gemello sotto l'albero di Gandamba. Mentre si avvicinava il momento in cui il Buddha avrebbe lasciato Távatimsa, Moggallana (Anuruddha, secondo il Sutta Nipāta Commentary ii 570 ) annunciò il suo imminente ritorno, alla moltitudine che stava aspettando a Savatthi, nutrita da Culla Anathapindika, mentre Moggallana esponeva il Dhamma. Poi si diressero a Sankissa. La discesa del Buddha ebbe luogo il giorno della festa di  Mahapavarana. Sakka fornì tre scale per la discesa del Buddha dal monte Sineru alla terra: a destra c'era una scala d'oro per gli dei, a sinistra una d'argento per Maha Brahma e il suo seguito e nel mezzo una scala di gioielli per il Buddha. Il popolo radunato percorse la terra per trenta leghe. C'era una chiara visione dei nove mondi: Brahma sopra e Avici (un inferno) sotto. Il Buddha era accompagnato da Pancasikha, Mátali, Mahá Brahmá e Suyáma. Sariputta fu il primo ad accoglierlo (seguito da Uppalavanna, e il Buddha predicò la Legge.
In questa occasione fu predicato il Parosahassa Játaka per proclamare alla moltitudine l'incomparabile saggezza di Sáriputta.   Si dice che la discesa del Buddha a Sankissa avesse fornito a Moggallána l'opportunità di mostrare la sua eminenza nell'iddhi, ad Anuruddha nel dibbacakkhu e a Pūrṇa nell'abilità nella predicazione, e il Buddha volle dare a Sariputta una possibilità di risplendere nella sua saggezza.    Gli fece quindi domande alle quali nessun altro avrebbe potuto rispondere. Le parole iniziali del Sáriputta Sutta dovrebbero riferirsi a questa discendenza da Tusita.
Il sito della porta della città di Sankissa è uno dei luoghi "immutabili" del mondo ("avijahitatthanam"). Tutti i Buddha scendono in quel punto nel mondo degli uomini dopo aver predicato l'Abhidhamma.   Da Sankissa il Buddha andò poi a Jetavana. 

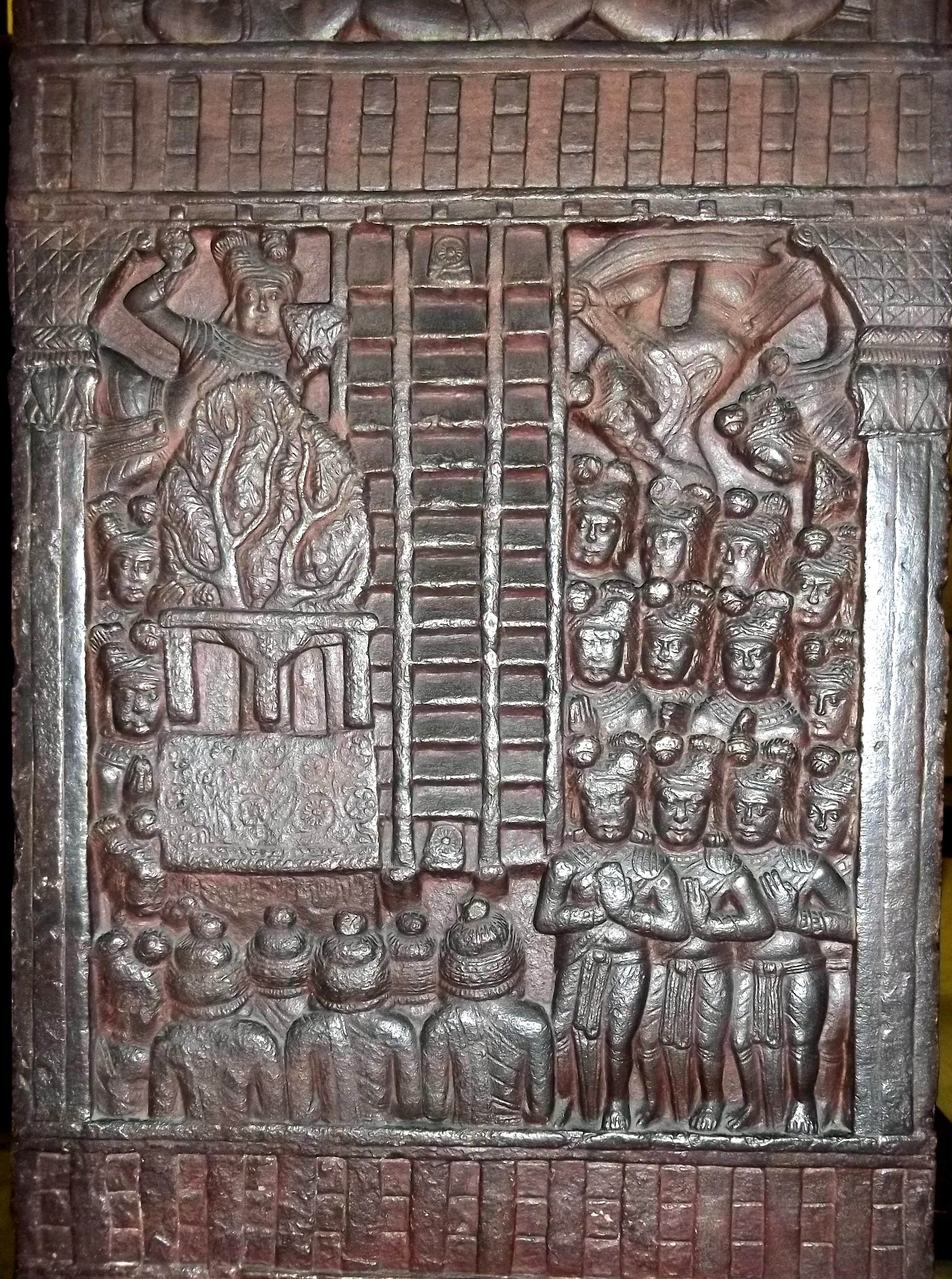
Discesa a Sankissa a Bharhut.
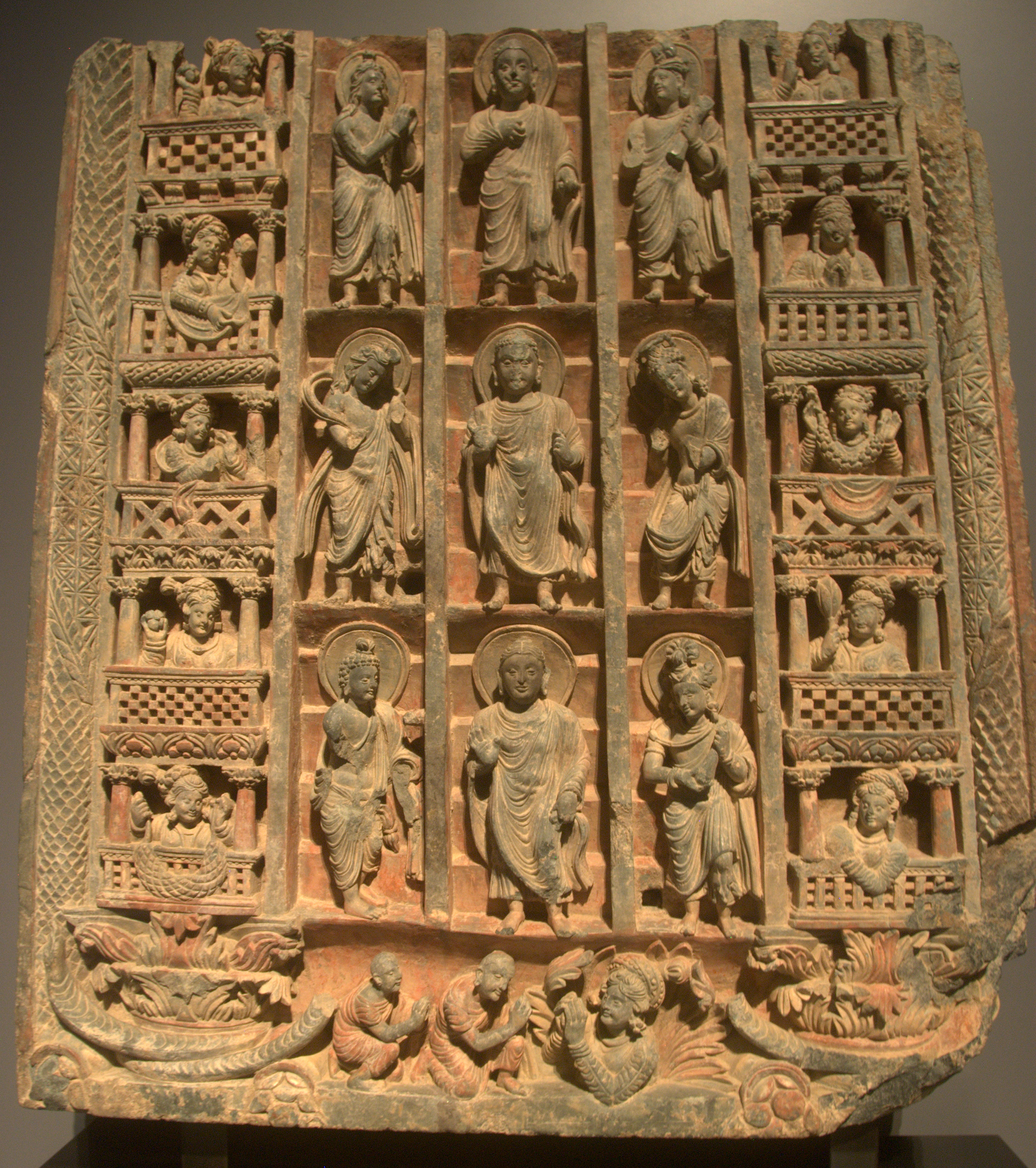
Discesa a Sankissa, nell'arte greco-buddista del Gandhara.
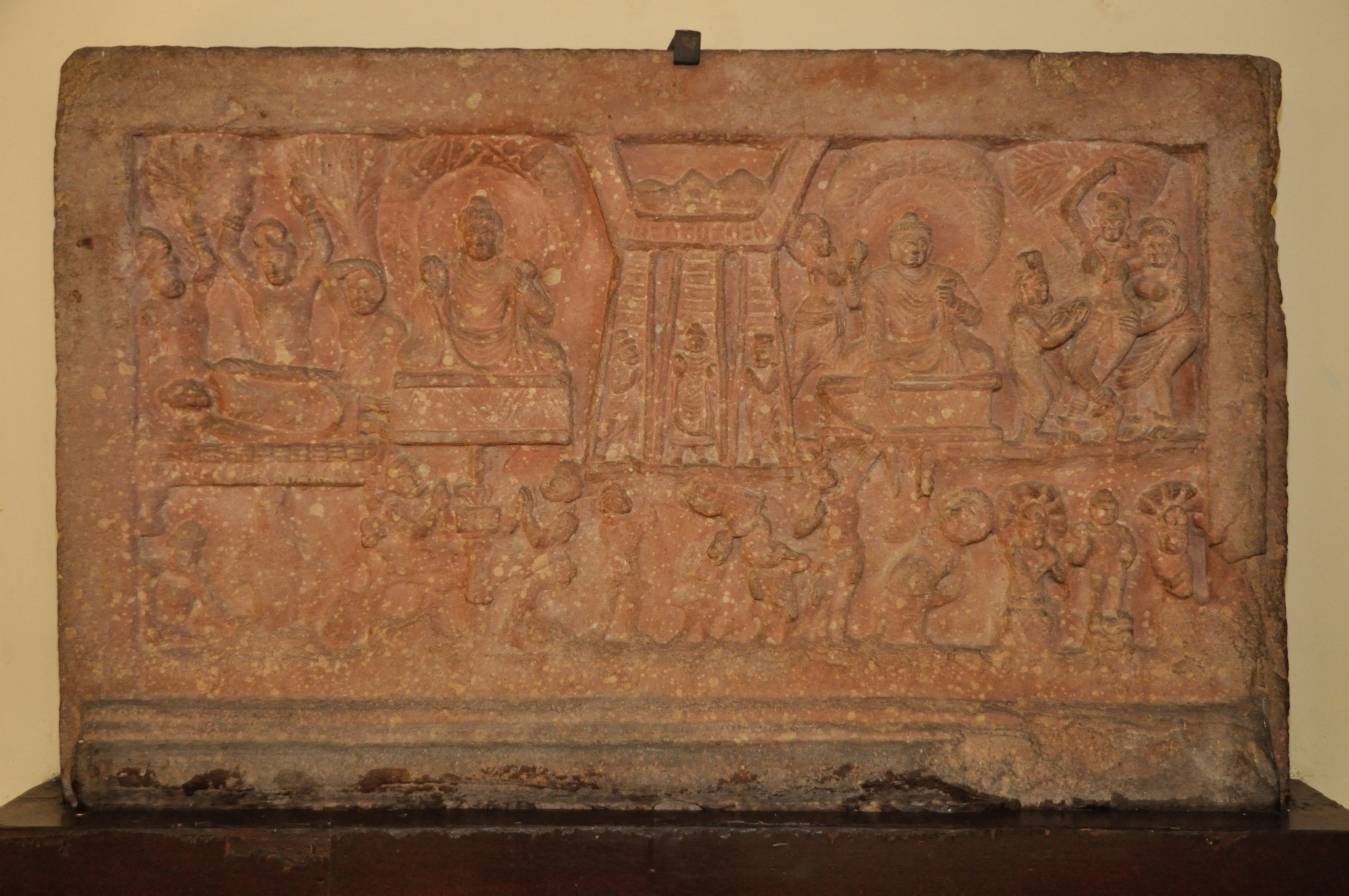
Discesa dal cielo, II secolo, Mathura.
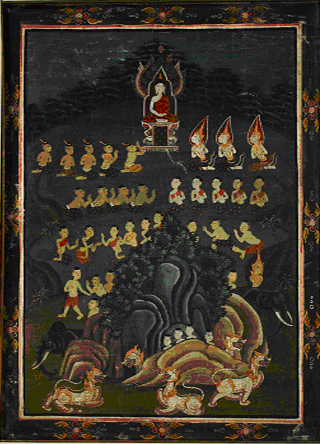
La predicazione del Buddha a Sankissa

## Architettura

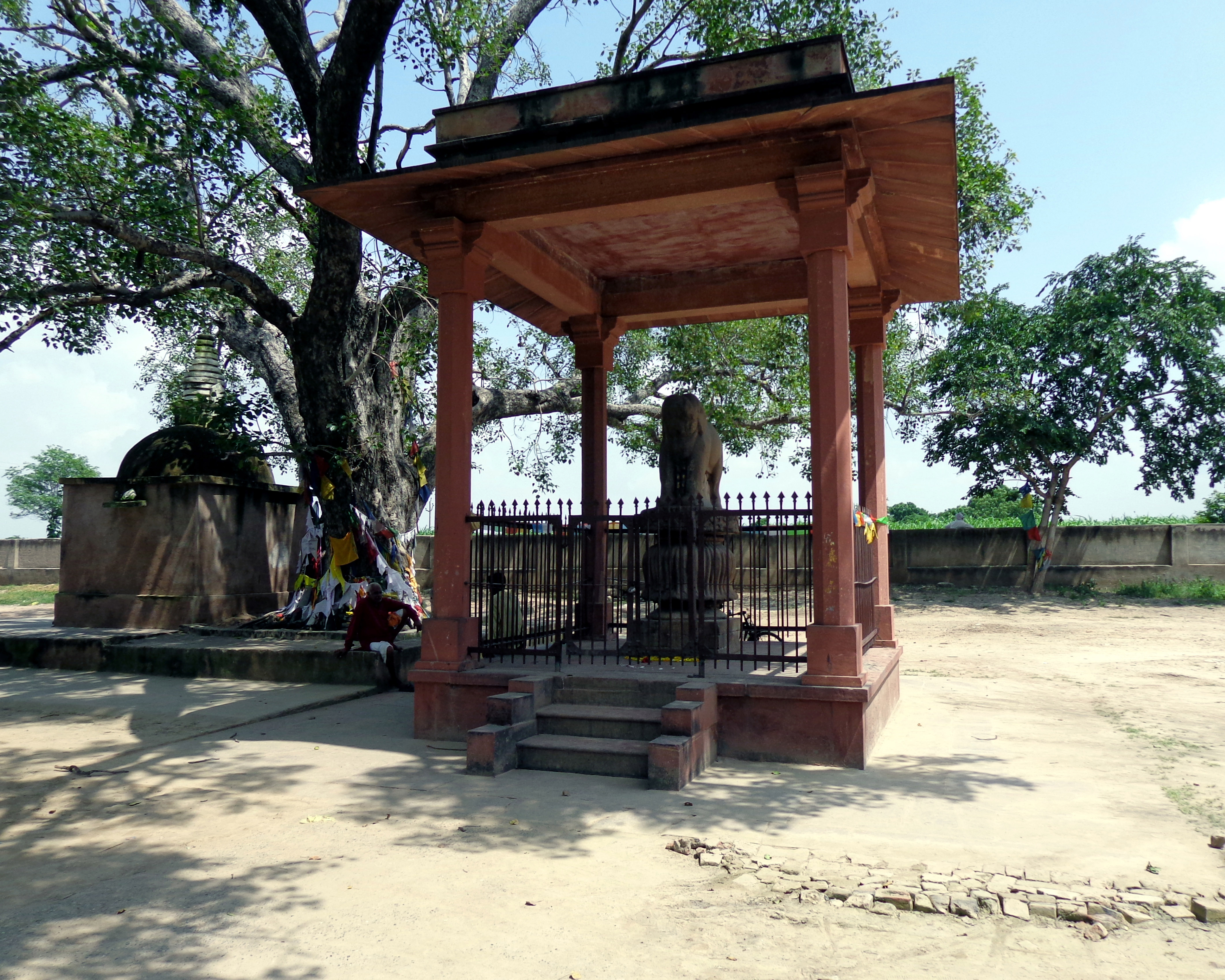
L'elefante di Sankissa sotto un tetto protettivo.

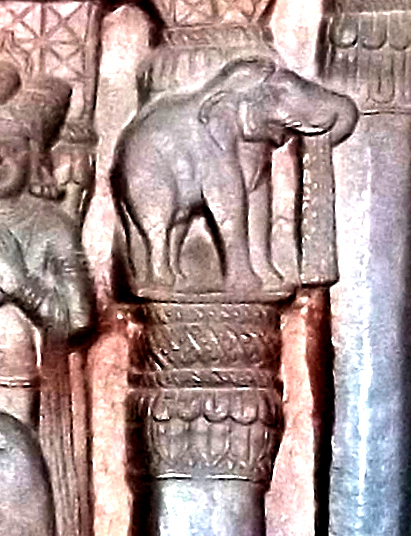
Il Tempio di Mahabodhi a Bodh Gaya, un altro pilastro dell'elefante Ashokan, raffigurato in un rilievo di Bharhut, 100 a.C.

Nel punto in cui il piede destro del Buddha toccò per la prima volta il suolo a Sankissa fu eretto un santuario. Quando i pellegrini cinesi, Xuanzang e Faxian, visitarono il luogo, trovarono tre scale, che erano state costruite in mattoni e pietra dagli antichi, per commemorare la discesa del Buddha, ma le trovarono quasi affondate nella terra.  
Al tempo del Buddha a Sankissa c'era un parco dei cervi dove Suhemanta Thera udì il Buddha predicare.  Durante la controversia Vajjiputta, Revata Thera, nel suo viaggio da Soreyya a Sahajati, passò per Sankissa. La strada da lui percorsa attraversò Sankissa, Kannakujja, Udumbara e Aggalapura. Gli scavi effettuati nel luogo non hanno rivelato alcun manufatto di rilievo.

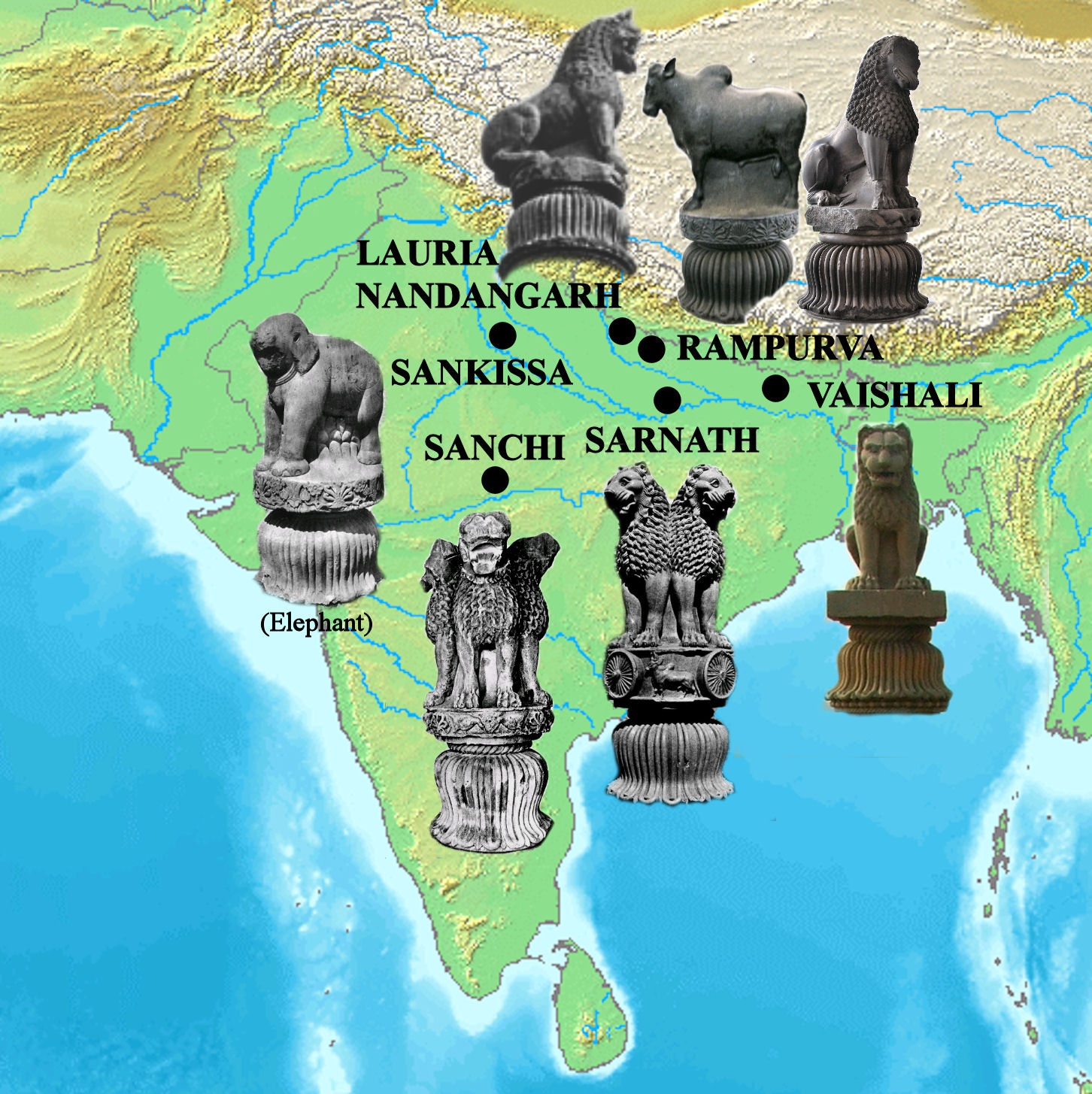
Diffusione geografica dei capitelli noti dei pilastri di Ashoka.
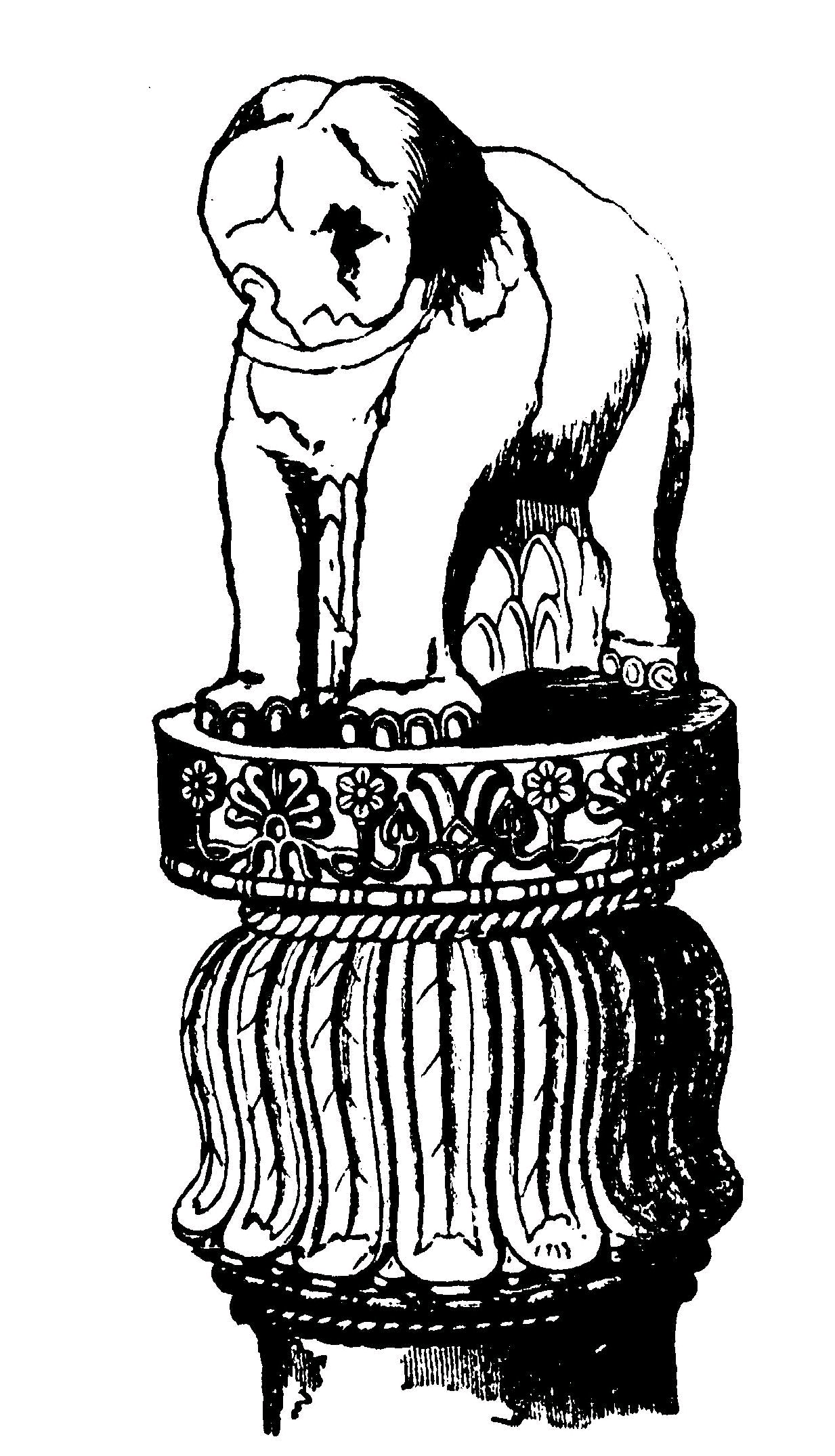
Elefante di Sankissa (disegno).
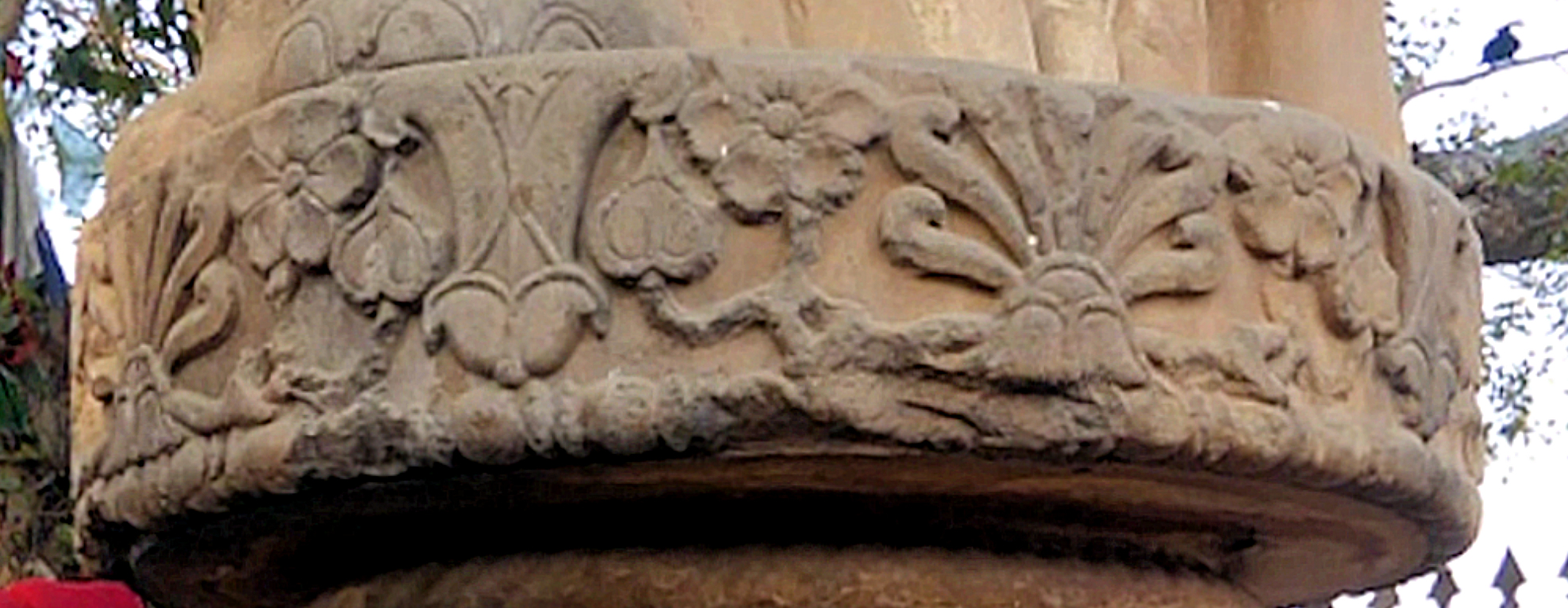
Abaco in stile ellenistico-persiano.